# Упадхьяя, Шаилендра Кумар
Шаилендра Кумар Упадхьяя (Шайлендра Упадхайя, непальск. शैलेन्द्रकुमार उपाध्याय; 17 сентября 1929, Варанаси, Британская Индия — 9 мая 2011, Эверест, Непал) — непальский политический деятель, министр иностранных дел Непала (1986—1990).

## Биография
В молодости жил и учился в Индии, где был активистом Индийского национального конгресса, выступая против британской колониальной политики. Участвовал в основании Коммунистической партии Непала, в 1949—1957 был членом её ЦК и Политбюро.
В 1960 г. за свои антимонархические выступления в Непале подвергся тюремному заключению. После освобождения признал в 1961 г. установившуюся в ходе роялистского переворота панчаятскую систему, в 1962 г. стал членом Национального панчаята и входил в правительство:
- 1962—1963 — замминистра лесного хозяйства, продовольствия и сельского хозяйства,
- 1964 — заминистра по делам королевского двора, внутренних дел, панчаятов и административного управления,
- 1965 — министр по делам панчаятов,
- 1966 — министр здравоохранения,
- 1968—1970 — зампредседателя Национальной плановой комиссии,
- 1970—1971 — министр внутренних дел, информации, радиовещания, земельной реформы и по делам панчаятов.

Находился на дипломатической работе:
- 1972—1978 — постоянный представитель Непала в ООН,
- 1977—1978 — посол Непала в Бразилии, Аргентине, Чили, Перу и на Кубе,
- 1986—1990 — министр иностранных дел.

После ухода в отставку занялся правозащитной деятельностью. В 1982—1983 — исполнительный директор Института экономических исследований развивающихся стран.
Скончался при попытке взойти на Эверест. В случае успешного восхождения он стал бы самым пожилым человеком, покорившим высочайшую гору на планете, побив рекорд 76-летнего непальского альпиниста Мина Бахадура Шерхана, установленный 25 мая 2008 г.